# Paepalanthus incanus
Paepalanthus incanus är en gräsväxtart som först beskrevs av August Gustav Heinrich von Bongard, och fick sitt nu gällande namn av Friedrich August Körnicke. Paepalanthus incanus ingår i släktet Paepalanthus och familjen Eriocaulaceae. Inga underarter finns listade i Catalogue of Life.